# Premis Gaudí de 2012
La quarta edició dels Premis Gaudí se celebrà el 6 de febrer de 2012 i foren lliurats per l'Acadèmia del Cinema Català (ACC). i va ser presentada pels actors Xavi Mira i Alba Florejachs.
Les pel·lícules amb més nominacions van ser Eva (16 nominacions), Mentre dorms (15) i Bruc. La llegenda (12).
Encara que Mentre dorms va ser la pel·lícula que es va endur més estatuetes (6), Eva la va seguir molt de prop, amb 5 guardons. La tercera més nominada, Bruc. La llegenda va marxar amb 3 premis tècnics.
El premi honorífic va ser per al director Pere Portabella i Ràfols.

## Candidatures
Als IV Premis Gaudí van ser candidats, per categories, 41 llargmetratges (entre pel·lícules en llengua catalana, no catalana i europees), 13 pel·lícules per a televisió, 32 pel·lícules documentals, 6 pel·lícules d'animació i 46 curtmetratges. Finalment un total de 29 produccions van optar a les 22 categories que conformen els Premis Gaudí.

## Nominacions
El dia 4 de gener de 2012 els actors Diana Gómez i Bernat Quintana van anunciar les pel·lícules finalistes de cada categoria. Les pel·lícules més nominades van ser EVA (16 nominacions), Mentre dorms (15) i Bruc. La llegenda (12), seguides de lluny per Chico i Rita (6), Open 24h (6) i Catalunya über alles! (5). Un cas particular és la nominació pòstuma de l'actor Jordi Dauder com a millor actor secundari en aquest darrer film.

## Crítiques i dimissions
Uns dies després de la gala, el conseller Ferran Mascarell va criticar públicament la gala dels Gaudí "perquè feia generalitzacions sobre els polítics i la corrupció que no eren certes". Posteriorment va matisar les crítiques lamentant la “poca autoestima” que expressava la gala cap al sector del cinema català, amb un guió de la gala que defensa el “tot s'hi val”i el “hi hi, ha ha”, amb “arguments barroers” que l'únic que fan és que hi hagi una “incomoditat per part de tots”. Uns dies després, dos membres de la junta de l'Acadèmia, Santiago Lapeira i Ricard Figueras i Marco, van dimitir dels seus càrrecs.

## Palmarès i nominacions

### Gaudí d'Honor
- Pere Portabella i Ràfols

### Millor pel·lícula en llengua catalana
| Pel·lícula            | Direcció        | Resultat   |
| --------------------- | --------------- | ---------- |
| Eva                   | Kike Maíllo     | Guanyadora |
| Bruc. La llegenda     | Daniel Benmayor | Nominada   |
| Catalunya über alles! | Ramon Térmens   | Nominada   |
| Open 24h              | Carles Torras   | Nominada   |

### Millor pel·lícula en llengua no catalana
| Pel·lícula                                           | Direcció         | Resultat   |
| ---------------------------------------------------- | ---------------- | ---------- |
| Mentre dorms                                         | Jaume Balagueró  | Guanyadora |
| De mayor quiero ser soldado (I Want to Be a Soldier) | Christian Molina | Nominada   |
| Katmandú, un mirall al cel                           | Icíar Bollaín    | Nominada   |
| Els passos dobles                                    | Isaki Lacuesta   | Nominada   |

### Millor direcció
| Director                                        | Pel·lícula   | Resultat  |
| ----------------------------------------------- | ------------ | --------- |
| Jaume Balagueró                                 | Mentre dorms | Guanyador |
| Tono Errando, Xavier Mariscal i Fernando Trueba | Chico i Rita | Nominats  |
| Kike Maíllo                                     | Eva          | Nominat   |
| Carles Torras                                   | Open 24h     | Nominat   |

### Millor documental
| Pel·lícula                               | Direcció                 | Resultat  |
| ---------------------------------------- | ------------------------ | --------- |
| Barcelona, abans que el temps ho esborri | Mireia Ros               | Guanyador |
| Al final de la escapada                  | Albert Solé              | Nominat   |
| Enxaneta                                 | Paulí Subirà i Claramunt | Nominat   |
| La maleta mexicana                       | Trisha Ziff              | Nominat   |

### Millor pel·lícula d'animació
| Pel·lícula                          | Direcció                                        | Resultat   |
| ----------------------------------- | ----------------------------------------------- | ---------- |
| Chico i Rita                        | Fernando Trueba, Xavier Mariscal i Tono Errando | Guanyadora |
| Arrugues                            | Ignacio Ferreras                                | Nominada   |
| Floquet de neu                      | Andrés G. Schaer                                | Nominada   |
| Rovelló i la llegenda de Sant Jordi | Antoni d'Ocon                                   | Nominada   |

### Millor pel·lícula per televisió
| Pel·lícula                        | Direcció          | Resultat   |
| --------------------------------- | ----------------- | ---------- |
| 14 d'abril: Macià contra Companys | Manuel Huerga     | Guanyadora |
| Barcelona ciutat neutral          | Sònia Sánchez     | Nominada   |
| Clara Campoamor, la dona oblidada | Laura Mañá        | Nominada   |
| Ermessenda                        | Lluís Maria Güell | Nominada   |

### Millor pel·lícula europea
| Pel·lícula                     | Direcció       | Resultat   |
| ------------------------------ | -------------- | ---------- |
| El discurs del rei             | Tom Hooper     | Guanyadora |
| Melancolia                     | Lars von Trier | Nominada   |
| No habrá paz para los malvados | Enrique Urbizu | Nominada   |
| Pina                           | Wim Wenders    | Nominada   |

### Millor guió
| Guionista                                                  | Pel·lícula            | Resultat  |
| ---------------------------------------------------------- | --------------------- | --------- |
| Alberto Marini                                             | Mentre dorms          | Guanyador |
| Sergi Belbel, Cristina Clemente, Martí Roca i Aintza Serra | Eva                   | Nominats  |
| Daniel Faraldo i Ramon Térmens                             | Catalunya über alles! | Nominats  |
| Ignacio Martínez de Pisón i Fernando Trueba                | Chico i Rita          | Nominats  |

### Millor actriu principal
| Actriu                | Pel·lícula                 | Resultat   |
| --------------------- | -------------------------- | ---------- |
| Verónica Echegui      | Katmandú, un mirall al cel | Guanyadora |
| Astrid Bergès-Frisbey | Bruc. La llegenda          | Nominada   |
| Marta Etura           | Mentre dorms               | Nominada   |
| Claudia Vega          | Eva                        | Nominada   |

### Millor actor principal
| Actor              | Pel·lícula        | Resultat  |
| ------------------ | ----------------- | --------- |
| Luis Tosar         | Mentre dorms      | Guanyador |
| Juan José Ballesta | Bruc. La llegenda | Nominat   |
| Daniel Brühl       | Eva               | Nominat   |
| Amadís de Murga    | Open 24h          | Nominat   |

### Millor actriu secundària
| Actriu        | Pel·lícula            | Resultat   |
| ------------- | --------------------- | ---------- |
| Vicky Peña    | Catalunya über alles! | Guanyadora |
| Anne Canovas  | Eva                   | Nominada   |
| Belén Fabra   | Catalunya über alles! | Nominada   |
| Judith Uriach | Open 24h              | Nominada   |

### Millor actor secundari
| Actor                      | Pel·lícula            | Resultat  |
| -------------------------- | --------------------- | --------- |
| Lluís Homar                | Eva                   | Guanyador |
| José María Blanco Martínez | Open 24h              | Nominat   |
| Jordi Dauder               | Catalunya über alles! | Nominat   |
| Alberto San Juan           | Mentre dorms          | Nominat   |

### Millor fotografia
| Fotògraf            | Pel·lícula                 | Resultat  |
| ------------------- | -------------------------- | --------- |
| Arnau Valls Colomer | Eva                        | Guanyador |
| Juanmi Azpiroz      | Bruc. La llegenda          | Nominat   |
| Antonio Riestra     | Katmandú, un mirall al cel | Nominat   |
| Pablo Rosso         | Mentre dorms               | Nominat   |

### Millor música original
| Compositor                         | Pel·lícula        | Resultat  |
| ---------------------------------- | ----------------- | --------- |
| Bebo Valdés                        | Chico i Rita      | Guanyador |
| Xavier Capellas                    | Bruc. La llegenda | Nominat   |
| Evgeni Galperine i Sacha Galperine | Eva               | Nominat   |
| Lucas Vidal                        | Mentre dorms      | Nominat   |

### Millor muntatge
| Muntador                      | Pel·lícula        | Resultat  |
| ----------------------------- | ----------------- | --------- |
| Guillermo de la Cal           | Mentre dorms      | Guanyador |
| Sara López i Emanuele Tiziani | Open 24h          | Nominats  |
| Elena Ruiz                    | Eva               | Nominat   |
| Marc Soria                    | Bruc. La llegenda | Nominat   |

### Millor direcció artística
| Direcció artística | Pel·lícula        | Resultat   |
| ------------------ | ----------------- | ---------- |
| Laia Colet         | Eva               | Guanyadora |
| Javier Alvariño    | Mentre dorms      | Nominat    |
| Antxón Gómez       | Bruc. La llegenda | Nominat    |
| Xavier Mariscal    | Chico i Rita      | Nominat    |

### Millors efectes especials/digitals
| Candidats                                                                                         | Pel·lícula        | Resultat   |
| ------------------------------------------------------------------------------------------------- | ----------------- | ---------- |
| Arturo Balseiro, Lluís Castells i Javi García                                                     | Eva               | Guanyadors |
| Reyes Abades i Félix Bergés                                                                       | Bruc. La llegenda | Nominats   |
| David Martí, Montse Ribé i Cesc Biénzobas                                                         | Mentre dorms      | Nominats   |
| David Martí, Montse Ribé, Oriol Tarrida, Bruno López Louro, David Martínez Hinojosa i Iván Valero | Floquet de neu    | Nominats   |

### Millor so directe
| Candidats                                      | Pel·lícula        | Resultat   |
| ---------------------------------------------- | ----------------- | ---------- |
| Jordi Rossinyol, Oriol Tarragó i David Calleja | Mentre dorms      | Guanyadors |
| Pelayo Gutiérrez i Nacho Royo-Villanova        | Chico i Rita      | Nominats   |
| Xavier Mas, Glenn Freemantle i Mike Dowson     | Bruc. La llegenda | Nominats   |
| Jordi Rossinyol, Oriol Tarragó i Marc Orts     | Eva               | Nominats   |

### Millor curtmetratge
| Curtmetratge       | Direcció          | Resultat  |
| ------------------ | ----------------- | --------- |
| Ahora no puedo     | Roser Aguilar     | Guanyador |
| El barco pirata    | Fernando Trullols | Nominat   |
| El somriure amagat | Ventura Durall    | Nominat   |
| Odysseus' Gambit   | Àlex Lora         | Nominat   |

### Millor vestuari
| Candidats       | Pel·lícula        | Resultat   |
| --------------- | ----------------- | ---------- |
| Ariadna Papió   | Bruc. La llegenda | Guanyadora |
| Pere Abadal     | Mil cretins       | Nominat    |
| Marian Coromina | Mentre dorms      | Nominada   |
| María Gil       | Eva               | Nominada   |

### Millor maquillatge i perruqueria
| Maquillador                     | Pel·lícula        | Resultat    |
| ------------------------------- | ----------------- | ----------- |
| Amparo Sánchez, Caitlin Acheson | Bruc. La llegenda | Guanyadores |
| Alma Casal, Satur Merino        | Mentre dorms      | Nominats    |
| Anna Merino, Ignasi Ruiz        | Mil cretins       | Nominats    |
| Concha Rodríguez, Jesús Martos  | Eva               | Nominats    |

### Millor direcció de producció
| Direcció de producció             | Pel·lícula                 | Resultat   |
| --------------------------------- | -------------------------- | ---------- |
| Victòria Borràs i Jordi Berenguer | Bruc. La llegenda          | Guanyadors |
| Toni Carrizosa                    | Eva                        | Nominat    |
| Teresa Gefaell                    | Mentre dorms               | Nominada   |
| Carlos González de Jesús          | Katmandú, un mirall al cel | Nominat    |